# Jerzy Szmajdziński
Jerzy Andrzej Szmajdziński, född 9 april 1952 i Wrocław, död 10 april 2010 i Smolensk, var en polsk politiker. Han var Polens försvarsminister 2001–2005. Han tjänstgjorde sedan som vice talman i sejmen från den 6 november 2007 fram till sin död i flygolyckan i Smolensk. Demokratiska vänsterförbundet hade nominerat Szmajdziński i december 2009 som partiets kandidat i presidentvalet i Polen 2010.
Szmajdziński gick 1973 med i det regerande partiet PZPR. Han var sedan aktiv i det socialdemokratiska partiet SdRP som grundades år 1990 som efterföljare till PZPR. Det partiet gick upp i Demokratiska vänsterförbundet SLD år 1999.
Szmajdziński efterträdde 2001 Bronisław Komorowski som Polens försvarsminister. Han efterträddes 2005 av Radosław Sikorski.
Szmajdziński förespråkade närmare relationer mellan Polen och Ryssland. Han var med i den polska delegationen som hade tänkt delta i högtidlighållandet av 70-årsminnet av Katynmassakern då han omkom i flygkraschen tillsammans med president Lech Kaczyński och andra polska dignitärer.